# Кубок валлійської ліги з футболу 1998—1999
Кубок валлійської ліги 1998–1999 — 7-й розіграш Кубка валлійської ліги. Переможцем втретє поспіль став Баррі Таун.

## Календар
| Раунд            | Дата                                              | Матчі | Клуби   |
| ---------------- | ------------------------------------------------- | ----- | ------- |
| Попередній раунд | 1 вересня 1998 15 вересня 1998(перегравання)      | 2+2   | 17 → 15 |
| Перший раунд     | 22-23 вересня 1998 6-13 жовтня 1998(перегравання) | 7+3   | 15 → 8  |
| 1/4 фіналу       | 10-11 листопада 1998 12 січня 1999 (перегравання) | 4+1   | 8 → 4   |
| 1/2 фіналу       | 13-14 квітня 1999                                 | 2     | 4 → 2   |
| Фінал            | 5 травня 1999                                     | 1     | 2 → 1   |

## Попередній раунд
| Команда 1             | Рахунок | Команда 2    |
| --------------------- | ------- | ------------ |
| 1 вересня 1998        |         |              |
| Гейверфордвест Каунті | 2:2     | Аван Лідо    |
| Реєдер Таун           | 1:1     | Голівел Таун |

Перегравання
| Команда 1       | Рахунок | Команда 2             |
| --------------- | ------- | --------------------- |
| 15 вересня 1998 |         |                       |
| Аван Лідо       | 0:1 дч  | Гейверфордвест Каунті |
| Голівел Таун    | 2:1 дч  | Реєдер Таун           |

## Перший раунд
Клуб Кумбран Таун пройшов до наступного раунду після жеребкування.
| Команда 1             | Рахунок | Команда 2             |
| --------------------- | ------- | --------------------- |
| 22 вересня 1998       |         |                       |
| Бангор Сіті           | 1:1     | Конві Юнайтед         |
| Кайрсус               | 2:2     | Баррі Таун            |
| Голівел Таун          | 0:1     | Ньютаун               |
| 23 вересня 1998       |         |                       |
| Аберіствіт Таун       | 1:2     | Інтер (Кардіфф)       |
| Кармартен Таун        | 1:2     | Гейверфордвест Каунті |
| Карнарвон Таун        | 2:1     | Ріл                   |
| Тотал Нетворк Солюшнс | 1:1     | Коннас-Кі Номадс      |

Перегравання
| Команда 1        | Рахунок | Команда 2             |
| ---------------- | ------- | --------------------- |
| 6 жовтня 1998    |         |                       |
| Конві Юнайтед    | 1:3     | Бангор Сіті           |
| Баррі Таун       | 5:0     | Кайрсус               |
| 13 жовтня 1998   |         |                       |
| Коннас-Кі Номадс | 1:3     | Тотал Нетворк Солюшнс |

## 1/4 фіналу
| Команда 1         | Рахунок | Команда 2             |
| ----------------- | ------- | --------------------- |
| 10 листопада 1998 |         |                       |
| Бангор Сіті       | 5:0     | Ньютаун               |
| Баррі Таун        | 2:0     | Гейверфордвест Каунті |
| 11 листопада 1998 |         |                       |
| Кумбран Таун      | 0:0     | Інтер (Кардіфф)       |
| Карнарвон Таун    | 2:1     | Тотал Нетворк Солюшнс |

Перегравання
| Команда 1       | Рахунок | Команда 2    |
| --------------- | ------- | ------------ |
| 12 січня 1999   |         |              |
| Інтер (Кардіфф) | 2:1     | Кумбран Таун |

## 1/2 фіналу
| Команда 1      | Рахунок | Команда 2       |
| -------------- | ------- | --------------- |
| 13 квітня 1999 |         |                 |
| Баррі Таун     | 3:1     | Інтер (Кардіфф) |
| 14 квітня 1999 |         |                 |
| Карнарвон Таун | 1:0     | Бангор Сіті     |

## Фінал
| 5 травня 1999 |

| Баррі Таун          | 3:0 | Карнарвон Таун |
| ------------------- | --- | -------------- |
| Джонс 34', 71', 86' |     |                |

| Парк Авеню, Аберисвіт Глядачів: 507 |